# 愛沙尼亞LGBT權益
與異性戀者相比，愛沙尼亞女同性戀、男同性戀、雙性戀與跨性別者（LGBT）的法定權益較少。男對男、女對女的同性性行為在愛沙尼亞皆為合法。自2016年1月1日起，同性伴侶可登記結合，使其法律權益幾乎與異性戀相等；但仍有部分不同，包括不能結婚、不能共同收養子女等。2023年6月20日，愛沙尼亞同性婚姻以55票贊成、34票反對的結果於國會通過，自2024年1月1日起生效。
在蘇聯前加盟國中，愛沙尼亞是對LGBT最友善的國家之一。自21世紀初開始，愛沙尼亞人民對LGBT族群的接納程度大幅上升；但仍存在世代差距，年輕人普遍較為寬容、自由，老年人則較為保守。國際LGBTI聯合會歐洲分會的數據顯示，愛沙尼亞的LGBT法律權益保障在歐洲排名第21位，低於鄰國芬蘭與瑞典，高於拉脫維亞和俄羅斯。2017年愛沙尼亞民意調查結果顯示，57%的愛沙尼亞人支持制定涵括LGBT族群在內的反歧視法，45%的愛沙尼亞人支持同性伴侶民事結合。目前是前蘇聯15個加盟共和國當中，唯一一個制定了同性伴侶法和通過同性婚姻的國家。

## 同性性行為
男性之間自願的同性性行為在俄羅斯帝國統治時期是違法行為。愛沙尼亞自俄國獨立後，於1929年頒布刑法典，合法化同性性行為，於1935年生效。刑法通過前，愛沙尼亞仍採用俄羅帝國刑法與懲戒制度。1940年，蘇聯佔領包括愛沙尼亞在內的波羅的海國家，男性之間自願的同性性行為在蘇聯是違法行為。1992年，愛沙尼亞再次獨立，同性性行為也再度合法。

## 同性伴侶關係

### 民事結合
2014年3月，愛沙尼亞國會一個法案研究小組開始著手起草民事結合法案，並於同年4月17日提報國會審查；5月22日，愛沙尼亞政府宣布支持這項法案；6月19日，部分議員提出否決動議，試圖封殺該法案，國會則以45比32票否決該動議，並繼續審查法案；10月8日，法案進入二讀程序，部分議員要求將該法案交付公民投票，遭到否決，部分議員再次提案封殺這項法案，也遭國會以41比33票否決；10月9日，國會展開最後表決，民事結合法案以40比38票通過。同日，愛沙尼亞總統托馬斯·亨德里克·易維斯簽署實施《民事結合法》，於2016年1月1日生效。立法過程中，反對聲浪以基督教保守派基金會「為了家庭與傳統」為首，試圖阻止法案通過，但未成功。
《民事結合法》施行細則的立法過程並不順利。愛沙尼亞國會在2015年11月26日，以42票對41票、數票棄權的結果通過第一批施行細則，此後就毫無進展。2017年2月，塔林行政法院命令愛沙尼亞政府須為此支付賠償金；同年9月，愛沙尼亞總統克爾斯季·卡柳萊德公開批評國會，認為是國會未積極通過法案。

### 承認本國國民在外國同性結婚的效力
2016年12月，愛沙尼亞法院承認一件同性婚姻的效力。該案當事人是兩位在瑞典結婚、現居愛沙尼亞的男性，於2017年1月底正式登記結婚。哈爾尤縣法院最初拒絕受理登記，當事人決定上訴；同年12月，塔林巡迴法院裁定受理他們的婚姻登記，命令相關單位更改他們的婚姻與人口資料。

## 同性婚姻
2023年6月20日，愛沙尼亞同性婚姻以55票贊成、34票反對的結果於國會通過，自2024年1月1日起生效。目前是前蘇聯15個加盟共和國當中，唯一一個制定了同性伴侶法和通過同性婚姻的國家。

## 收養
單身的男同性戀、女同性戀與雙性戀者可以收養子女，但同性伴侶不能共同收養，因為愛沙尼亞法律規定只有已婚伴侶才能收養。不過，根據《民事結合法》，同性伴侶可以收養繼子女。2017年2月，塔林行政法院准許一名女同性戀者收養她伴侶的孩子；另有其他同性伴侶成功合法收養子女。此外，女同性戀者也可以使用體外人工授精方法生育子女。

## 反歧視法
為了加入歐洲聯盟，愛沙尼亞遵守歐盟國家的共同義務，將歐盟關於「反對性傾向就業歧視」的指示國內法化。2009年1月1日，《平等待遇法》生效，擴大反歧視法適用範圍至就業以外的領域，如醫療保健、社會保障、教育、零售及服務業等；相關從業人員不得因病患、個案、學生或客戶的性傾向而拒絕銷售商品或提供服務。
刑法方面，自2006年起，《愛沙尼亞刑法》禁止任何人公開煽動與性傾向有關的仇恨行為。

## 性別認同與轉換
自2002年6月起，愛沙尼亞允許跨性別者變更法定性別與姓名，不需要事先實施性別重置手術、絕育手術或與伴侶離婚。

## 概況
| 同性性行為合法化                           | （1992年起）                       |
| 同意年齡平等化                             | （2001年起）                       |
| 反就業歧視法律                             | （2004年起）                       |
| 零售與服務業反歧視法律                     | （2009年起）                       |
| 其它領域的反歧視法律                       | （2008年起）                       |
| 同性婚姻                                   | （2024年起）                       |
| 承認同性伴侶關係                           | （2016年起）                       |
| 單身收養者收養子女（無論收養者性傾向為何） | Yes                                |
| 同性伴侶收養繼子女                         | （2016年起）                       |
| 同性伴侶共同收養子女                       | （2024年起）                       |
| LGBT群体合法公開在軍隊服役                 | Yes                                |
| 變更法律性別權利                           | （2002年起）                       |
| 禁止對未成年者實施LGBT迴轉治療             | No                                 |
| 允許女同性戀者使用體外人工授精技術         | Yes                                |
| 允許男同性戀者使用代孕                     | （無論異性或同性戀伴侶都不允許）   |
| 允許男男性接觸者（MSM）捐血                | /（4个月內有男男性接觸者禁止捐血） |